# Antonio Jose de Mazarredo y Salazar de Muñatones
Antonio Jose de Mazarredo y Salazar de Muñatones fue un político español del siglo XVII.
Nacido el 4 de diciembre de 1675 en Madrid, era hijo de don Cosme de Mazarredo y Lexalde y doña Lorenza Antonia de Salazar de Muñatones y Butron Mujica y Arias Riquelme.

Se casó con Josefa Manuela de Morgan Rucabado del Mazo, de la casa Aresti, alias la Perla con la que tuvo como hijo a Antonio Jose de Mazarredo Morgan Salazar de Muñatones y Rucabado, D. Jerónimo, D.ª María Gregoria, y D. Diego Domingo.
Fue regidor de Bilbao en 1715 y 1743. Alcalde en 1725 y 1733. Diputado General del Señorío de Vizcaya en 1740.
Dio poder para testar en Bilbao el 25 de enero de 1753.
- Datos: Q5698712